# Gare des Sciernes
La gare des Sciernes est une gare ferroviaire situé sur le territoire de la commune suisse de Haut-Intyamon, dans le canton de Fribourg.

## Situation ferroviaire
Établie à 880,7 mètres d'altitude, la gare des Sciernes est située au point kilométrique 20,43 de la ligne de Montreux à Lenk im Simmental.
Elle est dotée de deux voies encadrées par deux quais latéraux, formant ainsi un point de croisement sur la ligne.

## Histoire
La gare des Sciernes a été ouverte en même temps que le tronçon des Avants à Montbovon de la ligne du MOB, le 10 octobre 1903,.
Le 16 janvier 2015, vers 16 h 30, la voiture de tête d'un train a déraillé sans gravité au passage d'un aiguillage en gare.
Entre 2015 et 2016, des travaux ont été entrepris pour allonger le point de croisement constitué par la gare des Sciernes,.
Une nouvelle salle d'attente indépendante a été bâtie à l'entrée de la voie 1 (côté montagne). 
Le bâtiment historique a été racheté en 2005 par l'écrivain suisse Lou Lepori.

## Service des voyageurs

### Accueil
La gare des Sciernes est dotée d'un bâtiment (aujourd'hui privatisé) et ne dispose pas  de distributeurs automatiques de titres de transport. Une borne électronique affiche les horaires et permet de demander l'arrêt des trains.

### Desserte
La gare des Sciernes est desservie toutes les heures par un train du MOB reliant Montreux à Zweisimmen.

### Intermodalité
La gare des Sciernes n'est desservie par aucune autre ligne de transports publics.